# Michea (nome)
Michea  è un nome proprio di persona italiano maschile.

## Varianti in altre lingue
- Ceco: Micheáš
- Ebraico: מִיכָה (Mikhah)[1], מִיכָיְהוּ (Mikhayhu)[1], Micaiah[2], Micajah[2]
- Greco biblico: Μιχα (Micha)[1]
- Inglese: Micah[1]
- Latino: Micha[1]
- Olandese: Micha
- Polacco: Micheasz
- Russo: Михей (Michej)
- Spagnolo: Miqueas
- Tedesco: Micha
- Ungherese: Mikeás

## Origine e diffusione

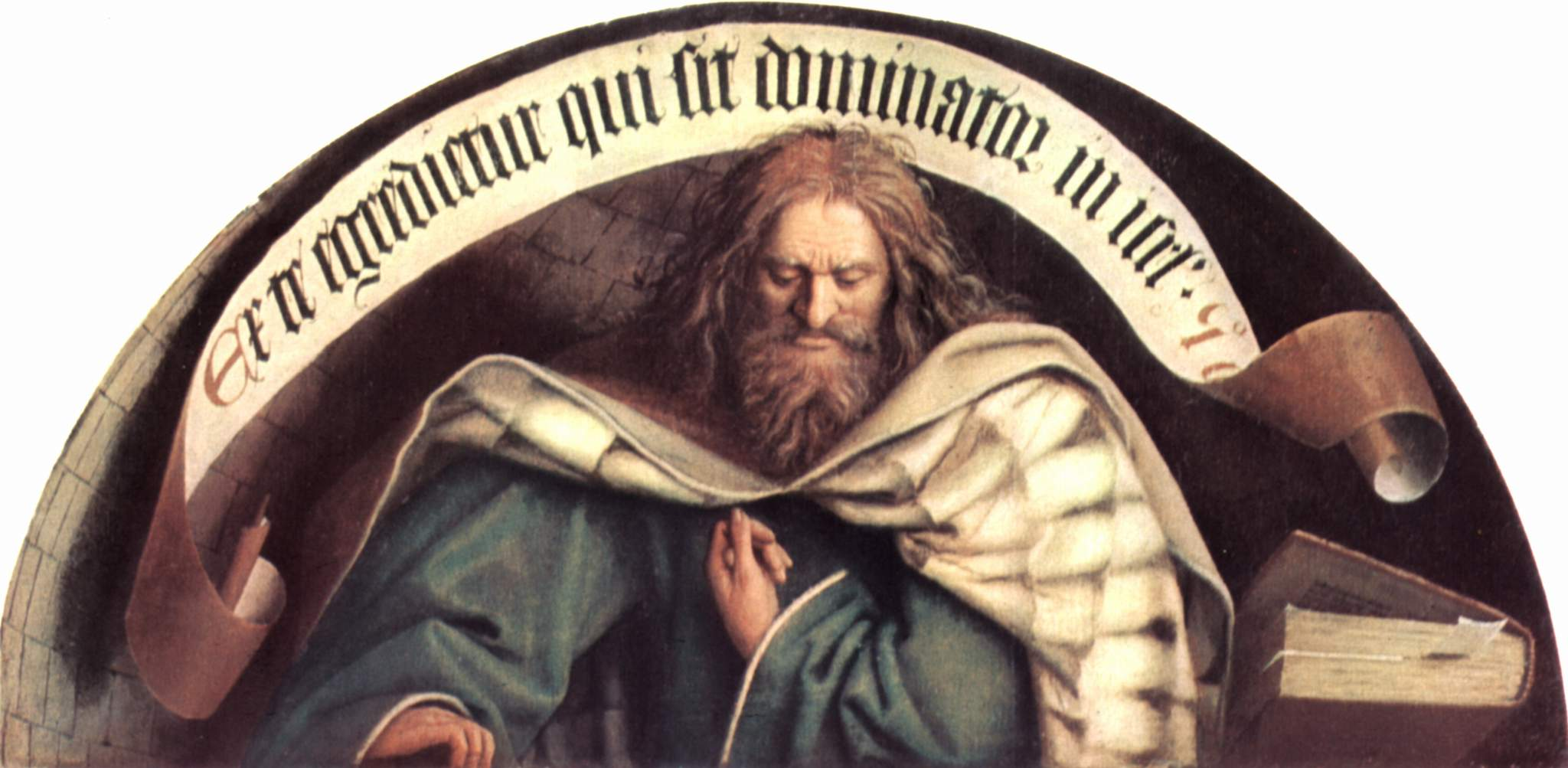
Michea profeta dal polittico della Cattedrale di San Bavone a Gand, Hubert van Eyck

Deriva dall'ebraico Mikhah o Mikhan, contrazione di Micaiah. Micaiah significa "chi è come Yahweh?" in ebraico; il nome occorre alcune volte nell'Antico Testamento, usato anche per personaggi femminili.
È sostanzialmente identico al nome Michele: l'unica cosa che cambia è il secondo elemento del nome, che in Michea è YHWH e in Michele è El, che sono due diversi nomi di Dio (la stessa differenza che intercorre fra Uria e Uriele e tra Ezechia ed Ezechiele). È simile per significato anche al nome Misaele.
L'utilizzo in inglese della forma Micah cominciò fra i Puritani dopo la Riforma protestante, ma solo verso la fine del XX secolo divenne di uso comune.

## Onomastico
L'onomastico viene festeggiato in memoria di san Michea, il settimo profeta minore, autore dell'omonimo libro biblico: la data cade il 21 dicembre per la Chiesa cattolica (precedentemente il 15 gennaio), il 31 luglio per la Chiesa apostolica armena e il 5 gennaio (calendario giuliano, corrispondente al 18 secondo il gregoriano) per la Chiesa cristiana ortodossa.

## Persone

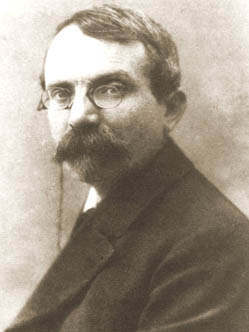
Micha Josef Berdyczewski

### Variante Micha
- Micha Josef Berdyczewski, scrittore e giornalista ucraino
- Micha Djorkaeff, calciatore francese
- Micha van Hoecke, coreografo, danzatore, regista, attore belga

### Variante Micah
- Micah Alberti, attore statunitense

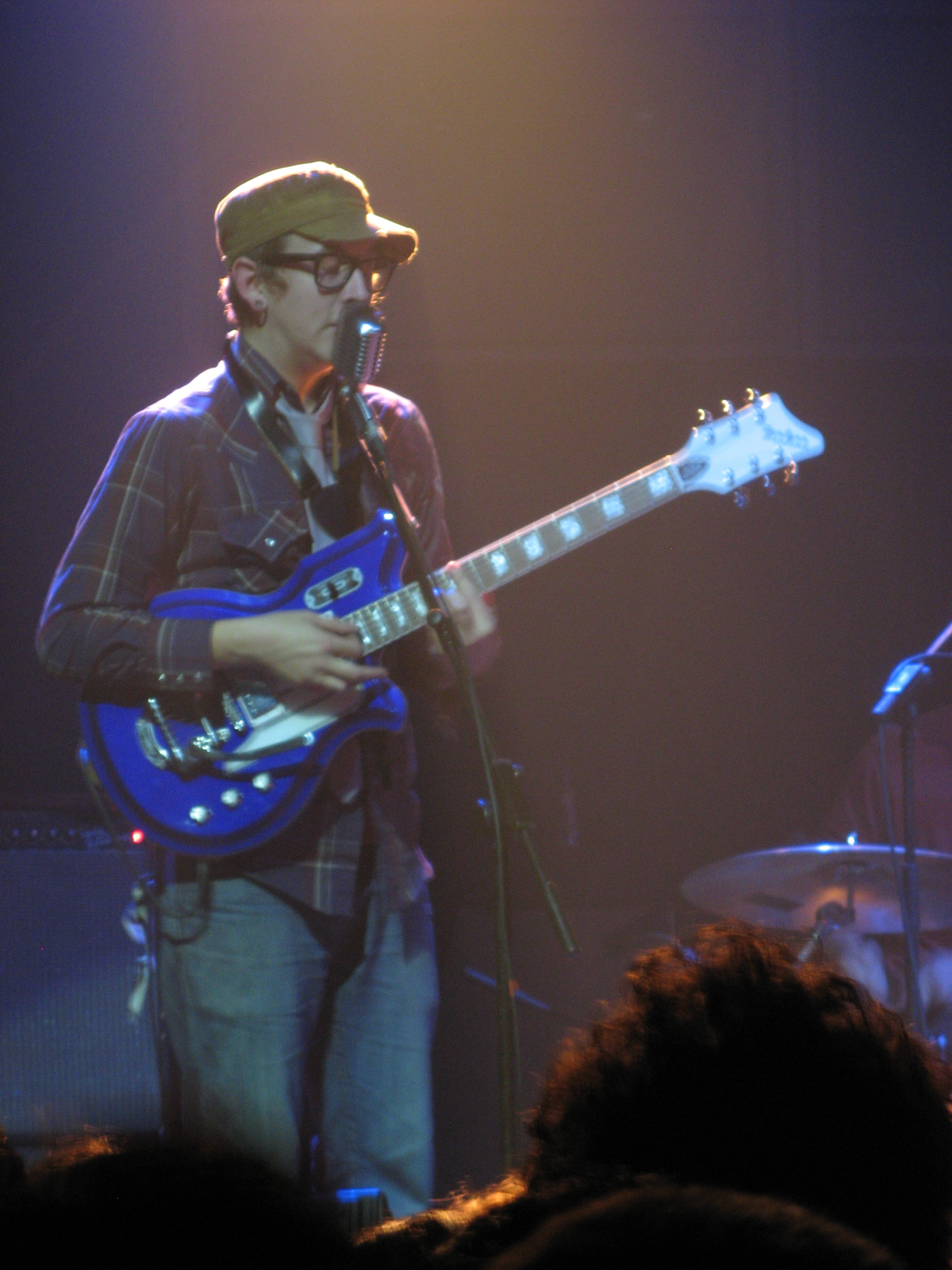
Micah P. Hinson

- Micah Barnes, cantante, compositore e attore canadese
- Micah Boyd, canottiere statunitense
- Micah P. Hinson, cantautore e chitarrista statunitense
- Micah Kogo, atleta keniota
- Micah Nathan, scrittore statunitense
- Micah Richards, calciatore britannico
- Micah Sloat, attore statunitense

### Variante Micaiah
- Micaiah Diondae Glover, vero nome di Dion Glover, cestista statunitense

## Il nome nelle arti
- Micaiah è un personaggio del videogioco Fire Emblem: Radiant Dawn.
- Micah Giett è un personaggio dell'universo espanso di Guerre stellari.
- Micah Sanders è un personaggio della serie televisiva Heroes.